# MC Bomber
MC Bomber (bürgerlich: Max Grambow; * 20. November 1991 in Berlin) ist ein deutscher Rapper aus Berlin-Prenzlauer Berg. Er steht seit 2016 beim Frauenarzt-Independent-Label Proletik unter Vertrag.

## Biografie
MC Bomber stammte ursprünglich aus der Graffiti-Szene aus Berlin und war in verschiedenen Crews aktiv. Nach der Schulzeit begann er ein Studium an einer Kunsthochschule. Das erste Mal als Rapper in Erscheinung trat MC Bomber im Winter 2013. Seitdem veröffentlichte er einige Free-Download-Mixtapes mit härterem Battle-Rap.  
2014 veröffentlichte er zusammen mit dem Rapper Shacke One das Album Nordachse.
Seine 2015 erschienene EP Storch oder Affen zusammen mit Mecstreem war das erste physische Release und erschien auf Vinyl über das von Morlockk Dilemma und Hiob betriebene Independent-Label Mofo Airlines. Als Features vertreten waren neben Morlockk auch Karate Andi und Rokko Weissensee. 2015 spielte er im Vorprogramm von Morlockk Dilemma und trat für den ausgefallenen Yung Lean auf dem Splash!-Festival auf. Seine Underground-Releases machten ihn in der Hip-Hop-Szene bekannt.
2016 folgte eine Tour mit Karate Andi. Im März 2016 gründete Frauenarzt sein Label Proletik und kündigte MC Bomber als sein erstes Signing an. Als Vorbote für Frauenarzts Album Mutterficker veröffentlichte Frauenarzt ein Doppelvideo mit seinem Track KKF sowie MC Bombers Stück Keine Wissenschaft. Am 8. Juli 2016 erschien schließlich MC Bombers Debütalbum Predigt, das sich auf Platz 7 der deutschen Albumcharts platzierte. 
2019 erschien der zweite Teil der Zusammenarbeit mit Shacke One, das Album Nordachse 2. 
Sein Künstlername bezieht sich auf das „Bomben“, eine Bezeichnung aus dem Graffiti-Jargon für das illegale Bemalen von Flächen.

## Musikstil
Stilistisch verwandt mit seinem Freund Karate Andi ist MC Bomber für Battle-Rap im Underground-Stil der 2000er Jahre bekannt. Einflüsse sind dementsprechend Taktloss und M.O.R. Seine provokanten und teilweise sexistischen Texte und Geschichten handeln vom täglichen Leben in der Unterschicht des Prenzlauer Bergs. Als musikalische Untermalung dienen Boom-bap-Beats. Des Weiteren wird der an Old School Rap angelehnte Stil mit wenig Flowvariation um Samples von knisterndem Vinyl angereichert.

## Diskografie
Alben
- 2016: Predigt (mit KevBeats) (Proletik)
- 2018: Gebüsch (Proletik)
- 2019: Nordachse 2 (mit Shacke One, Nordachse)
- 2023: Babylon

EPs
- 2015: Storch oder Affen EP (12’’-EP mit MecsTreem, MOFO Airlines)
- 2020: Acid, Bass & Zappeln (mit DJ Reckless, Nordachse)
- 2022: Untergrund Endstufe (Upstruct)

Download-Alben, -EPs und -Mixtapes
- 2013: P-Berg Battletape (Upstruct)
- 2014: Zuschlagen Lohnt Sich EP (vs. The Elusive Punch Posse, Upstruct)
- 2014: P-Berg Battletape 2 (vs. The Elusive Punch Posse, Upstruct)
- 2014: Topstory Tape (vs. The Elusive Punch Posse, Upstruct)
- 2014: Nordachse (mit Shacke One, Upstruct)
- 2014: P-Berg Battletape 3 (vs. Tis L, Upstruct)
- 2016: P-Berg Battletape 4 (and Friends, Proletik)
- 2018: Topstorytape 2 (Proletik)
- 2019: P-Berg Battletape 5 (vs. The Elusive Punch Posse, Upstruct)
- 2021: Peppen Pappen Teile (mit DJ Reckless, Distributionz)
- 2022: Bombi aus der Tonne
- 2022: Operation Crash-Kid
- 2024: P-Berg Battletape 6
- 2024: Topstorytape 3